# Jan Dydak
Jan Zygmunt Dydak (Czeladź, Polonia, 14 de junio de 1968 - Słupsk, Polonia, 27 de marzo de 2019) fue un deportista olímpico polaco que compitió en boxeo, en la categoría de peso wélter y que consiguió la medalla de bronce en los Juegos Olímpicos de Seúl 1988.

## Palmarés internacional
| Juegos Olímpicos | Juegos Olímpicos     | Juegos Olímpicos  | Juegos Olímpicos |
| Año              | Lugar                | Medalla           | Prueba           |
| ---------------- | -------------------- | ----------------- | ---------------- |
| 1988             | Seúl (Corea del Sur) | Medalla de bronce | Peso wélter      |